# Guerres d'indépendance de l'Écosse
 (janvier 2015).
Si vous disposez d'ouvrages ou d'articles de référence ou si vous connaissez des sites web de qualité traitant du thème abordé ici, merci de compléter l'article en donnant les références utiles à sa vérifiabilité et en les liant à la section « Notes et références ».
Les guerres d’indépendance de l’Écosse furent une série de campagnes militaires qui opposèrent l’Écosse à l’Angleterre durant la fin du XIIIe siècle et le début du XIVe siècle.
La première guerre (1296-1328) débuta avec l’invasion anglaise de l’Écosse et se termina avec la signature du traité d'Édimbourg-Northampton en 1328. La seconde guerre (1332-1357) éclata lors de l’invasion d’Édouard Balliol, soutenu par les Anglais, en 1332, et se termina en 1357 à la signature du traité de Berwick. Ces guerres furent partie d’une grande crise nationale pour l’Écosse et l’époque fut décisive pour l’histoire du pays. À la fin des deux guerres, l’Écosse maintint son statut de nation libre et indépendante, son objectif tout au long du conflit. Ces guerres furent notables pour d’autres raisons, comme l’émergence de l’arc long en tant qu’élément clé de l’armement médiéval.

## Évènements préalables

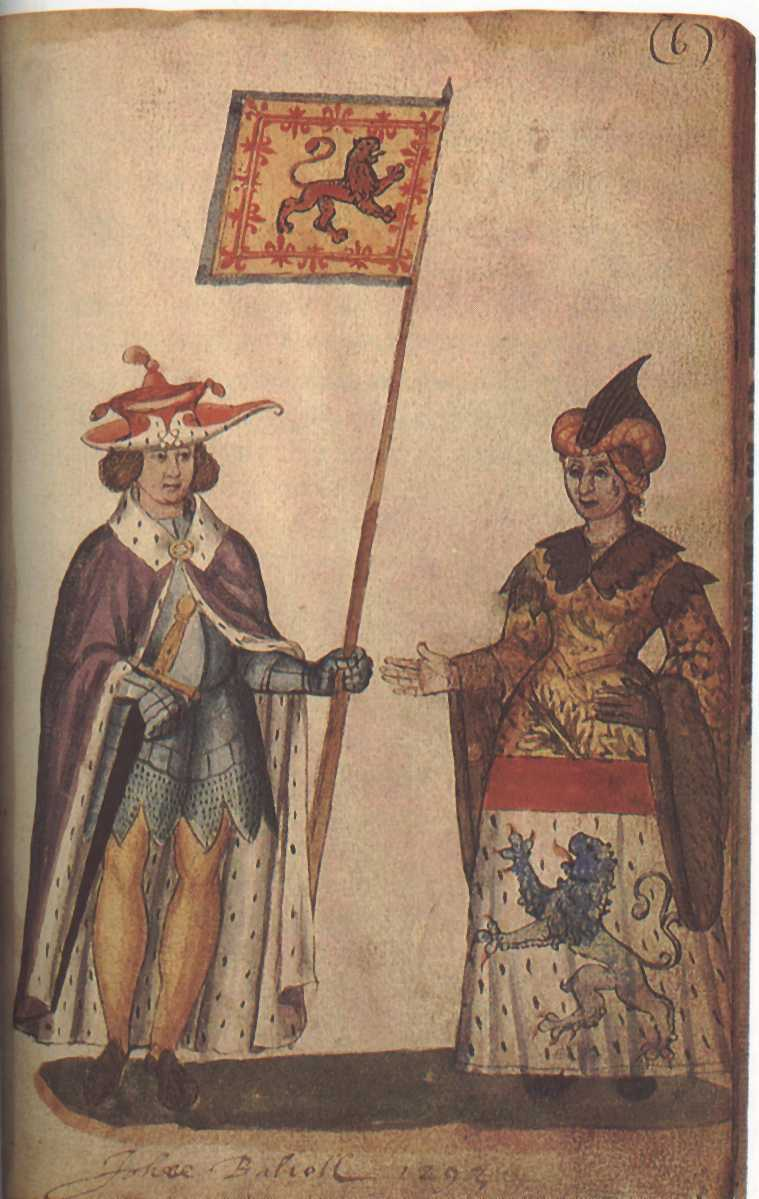
Jean d'Écosse et son épouse

Le roi Alexandre III d’Écosse mourut en 1286, laissant sa petite-fille Marguerite, âgée seulement de 3 ans, comme héritière. En 1290, les Gardiens de l’Écosse signèrent le traité de Birgham, autorisant le mariage de Marguerite et d’Édouard de Caernarvon, fils d’Édouard Ier d'Angleterre, ce dernier étant le grand-oncle de Marguerite, créant ainsi une union entre l’Écosse et l’Angleterre. Les Écossais insistèrent sur le fait que le traité préservait l’Écosse en tant que pays distinct de l’Angleterre ainsi que son droit, ses lois, ses libertés et ses coutumes.
Toutefois, Marguerite, lors de son voyage vers son nouveau royaume, mourut peu après avoir débarqué aux Orcades aux alentours du 26 septembre 1290. Avec sa mort, la dynastie des Dunkeld s’éteint et treize prétendants au Trône se firent connaître. Les deux principaux furent Robert Bruce, seigneur d’Annandale, grand-père du futur roi Robert Ier, et Jean Balliol, seigneur de Galloway. Craignant l’éclatement d’une guerre civile entre les deux familles, les Gardiens de l’Écosse demandèrent à Édouard Ier de venir servir d’arbitre entre les différents prétendants. Celui-ci y vit une occasion longtemps attendue pour conquérir l’Écosse comme il le fit avec le Pays de Galles et régner ainsi sur l’intégralité des îles Britanniques.
Édouard Ier s’exécuta et entra en Écosse en 1291, prétendant venir en tant que « Lord Paramount » (« seigneur prépondérant ») et agir en conseiller à la succession de la Couronne d’Écosse et fut reconnu comme tel, ce qui mit les Écossais dans une situation fragile. Tout le temps que durèrent les rencontres, Édouard Ier et son armée restèrent à proximité en cas de troubles. Il donna trois semaines aux prétendants pour accepter ses conditions. Sans roi ni armée prête, les Écossais n'eurent que peu de choix, et les prétendants au Trône reconnurent le roi d’Angleterre en tant que Lord Paramount et acceptèrent le résultat de sa délibération. Leur décision a pu être influencée par le fait que la majorité d’entre eux possédaient de vastes domaines en Angleterre, qu’ils auraient par conséquent perdus s’ils avaient défié Édouard Ier.
Le 11 juin, agissant en tant que « Lord Paramount » d’Écosse, Édouard Ier ordonna que, « temporairement », tous les châteaux d’Écosse soient placés sous son contrôle et que les fonctionnaires écossais soient démis et leurs fonctions redéfinies par lui-même. Deux jours plus tard, à Upsettlington, les Gardiens et les principaux nobles écossais se rassemblèrent pour jurer allégeance au roi Édouard Ier comme leur supérieur et Lord Paramount. Tous les Écossais durent également rendre hommage à Édouard Ier, soit en personne, soit dans un centre spécifié avant le 27 juillet 1291.
Il y eut treize rencontres de mai à août 1291 à Berwick, durant lesquelles les prétendants plaidèrent pour justifier leur revendication devant Édouard Ier dans ce qui fut connu ultérieurement sous le nom de « Great Cause ». Les revendications de la plupart des prétendants furent rejetées du fait de leur descendance illégitime et le choix se fit entre Jean Balliol, Robert Bruce et Jean de Hastings. Ce dernier souhaitait que le royaume fût divisé en trois parts égales, une pour chacun, tandis que les deux prétendants objectèrent que le pays devait rester indivisible. Les Écossais voulaient d’évidence garder leur nation unie, et Jean de Hastings fut mis à l’écart. Le 3 août, Édouard Ier demanda à Jean Balliol et Robert Bruce de choisir chacun quarante arbitres pendant qu’il en choisirait vingt-quatre, afin de trancher la question, qui fut finalement ajournée jusqu’en juin 1292. À cette date, les 104 arbitres ne s’accordèrent pas sur le nom du successeur. Il y eut une nouvelle pause jusqu’au 10 octobre 1292, date à laquelle Édouard Ier convainquit les arbitres qu’en tant que « Lord Paramount » d’Écosse, il avait le droit d’attribuer la Couronne d’Écosse comme il le ferait pour un comté ou une baronnie.
Il choisit Jean Balliol le 17 novembre 1292, et celui-ci fut couronné roi le 30 novembre à l’abbaye de Scone. Le 26 décembre, à Newcastle-upon-Tyne, le roi Jean rendit hommage à Édouard Ier pour le royaume d’Écosse. Édouard affirma clairement par la suite qu’il considérait le pays comme son vassal. Jean Balliol était trop faible pour résister et les Écossais furent indignés par les demandes d’Édouard Ier. En 1294, il convoqua Jean Balliol et lui ordonna de fournir des troupes écossaises en vue d’une invasion de la France avant le 1er septembre 1294.
À son retour d’Écosse, Jean Balliol rencontra son conseil et après plusieurs jours de débats houleux, une stratégie fut élaborée pour défier les ordres d’Édouard Ier. Quelques semaines plus tard, le parlement fut rassemblé hâtivement et un conseil de guerre de douze membres (quatre comtes, quatre barons et quatre évêques) fut constitué dans le but de conseiller le roi.
Des émissaires furent immédiatement envoyés informer le roi Philippe IV de France des intentions des Anglais. Ils négocièrent également un traité dans lequel les Écossais envahiraient l’Angleterre si celle-ci envahissait la France ; la France aidant l’Écosse en retour. Ce traité serait scellé par le mariage arrangé entre Édouard Balliol, le fils de Jean, et Jeanne de Valois, la nièce de Philippe IV. Un autre traité, avec le roi Éric II de Norvège, fut également conclu, dans lequel, en échange de la somme de 50 000 pièces, la Norvège fournirait cent bateaux de guerre pendant quatre mois de l’année, aussi longtemps que durerait le conflit entre la France et l’Angleterre. Bien que la Norvège ne fût jamais impliquée, l’alliance franco-écossaise, qui sera connue ultérieurement sous le nom d’Auld Alliance (« vieille alliance »), durera jusqu’en 1560.
Édouard Ier ne fut pas au courant des négociations entre la France et l’Écosse avant 1295. Au début du mois d’octobre, il commença à faire renforcer sa frontière nord contre une possible invasion d’une armée écossaise revigorée. C’est à cette période que Robert Bruce, 6e seigneur d’Annandale et père du roi Robert Ier, fut nommé dirigeant du château de Carlisle. Édouard Ier ordonna à Jean Balliol d’abandonner son contrôle sur les châteaux et les burghs de Berwick, Jedburgh et Roxburgh. En décembre, une milice de plus de deux cents hommes fut formée à Newcastle-upon-Tyne et rejointe par une flotte en mars 1296.
La formation de forces anglaises au sud de la frontière anglo-écossaise ne passa pas inaperçue et ne fut pas laissée sans réponse. Jean Balliol demanda à tous les Écossais valides de prendre les armes et de converger à Caddonlee, une ville proche de la frontière pour le 11 mars. Plusieurs nobles écossais choisirent d’ignorer cette demande, notamment Robert Bruce, comte de Carrick, dont le père vit ses possessions en Annandale confisquées et réattribuées à John Comyn, 7e comte de Buchan.

## Première guerre d’indépendance: 1296-1328

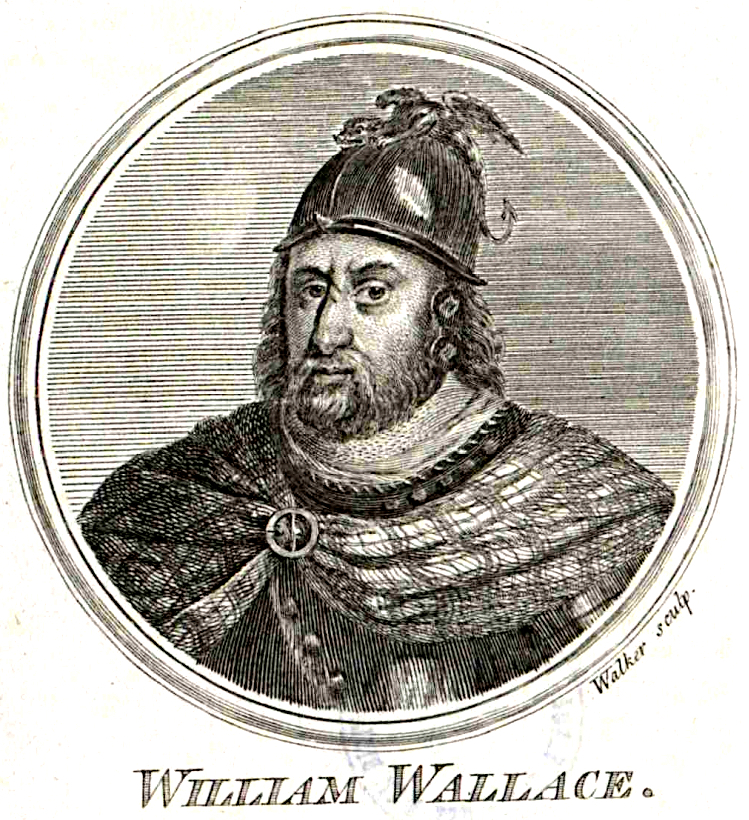
William Wallace

La Première Guerre d’indépendance de l’Écosse peut être divisée en quatre phases : tout d'abord l’invasion anglaise victorieuse de 1296, suivie des campagnes menées par William Wallace, Andrew de Moray et d’autres gardiens écossais à partir de 1297 jusqu'à la soumission de l’Écosse négociée par John Comyn le Jeune en février 1304, puis les nouvelles campagnes de Robert le Bruce entre son couronnement en 1306 et la victoire de l’armée écossaise à Bannockburn en 1314, et finalement les initiatives diplomatiques et les campagnes militaires écossaises en Écosse, en Irlande et dans le nord de l’Angleterre de 1314 jusqu’à la signature du traité d’Édimbourg-Northampton en 1328.

### Début de la guerre: 1296
La guerre commença par le sac de Berwick par Édouard Ier en mars 1296, suivi de la défaite écossaise à la bataille de Dunbar et l’abdication de Jean Balliol en juillet. L’invasion anglaise soumit la plus large partie du pays en août et, après le transport de la pierre du destin de l’abbaye de Scone à celle de Westminster, Édouard Ier convoqua le parlement à Berwick, où les nobles écossais lui rendirent hommage en tant que roi d’Angleterre.
Pourtant l’Écosse était tout sauf conquise.

### William Wallace: 1297-1306
Les révoltes qui éclatèrent au début de l’année 1297, menée par William Wallace, Andrew de Moray et d’autres nobles écossais, forcèrent Édouard à envoyer plus de troupes et à négocier avec les Écossais. Bien que les anglais aient réussi à forcer les nobles écossais à la capitulation à Irvine, les campagnes incessantes de William Wallace et Andrew de Moray menèrent à la première victoire écossaise, à Stirling Bridge. S’ensuivirent plusieurs raids écossais dans le nord de l’Angleterre et la nomination de William Wallace en Gardien de l’Écosse en mars 1298. Cependant, en juillet Édouard Ier mena une nouvelle invasion dans le but d’écraser William Wallace et ses suivants, et les vainquit à Falkirk. Même si Édouard Ier ne réussit pas à soumettre l’intégralité de l’Écosse avant son retour en Angleterre, la réputation militaire de William Wallace en fut fortement affaiblie. Il dut se résigner à vivre caché et il renonça à son statut de Gardien.

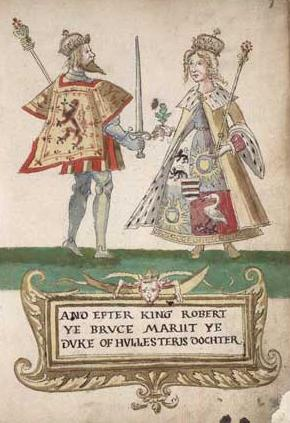
Robert Bruce et Elizabeth de Burgh

Robert Bruce et John Comyn succédèrent à William Wallace, tous deux en tant que Gardiens, ainsi que par William de Lamberton, évêque de Saint Andrews, nommé en 1299 afin de maintenir l’ordre entre eux. Pendant cette année, les pressions diplomatiques de la France et de Rome persuadèrent Édouard Ier de relâcher le roi Jean en le mettant sous la tutelle du Pape ; William Wallace fut envoyé en France afin de rechercher l’aide du roi Philippe IV et voyagea peut-être jusqu’à Rome.

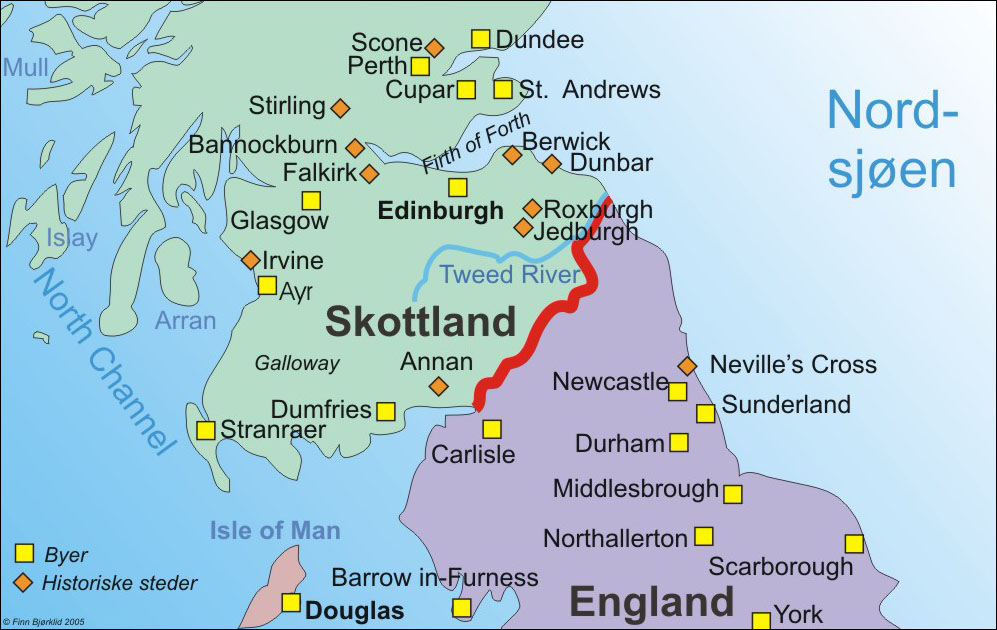
Écosse médiévale

De nouvelles campagnes d’Édouard Ier en 1300 et 1301 menèrent à une trêve entre les Écossais et les Anglais en 1302. Après une dernière campagne en 1303-1304, le château de Stirling, la dernière grande place forte écossaise, tomba aux mains des Anglais, et en février 1304, les négociations conduisirent la plupart des nobles restants à rendre hommage à Édouard Ier et les Écossais à tout sauf à la reddition. Là, Robert Bruce et William Lamberton nouèrent une alliance dans le but de placer Bruce sur le trône d’Écosse et continuer la lutte.

### Sous le roi Robert Bruce: 1306-1314
Après la capture et l'exécution de William Wallace en 1305, l’Écosse semblait avoir été finalement conquise et la révolte apaisée. Mais en 1306, lors d’une rencontre entre les deux derniers prétendants au Trône, Robert Bruce se disputa avec John Comyn et le tua. Il semble que ce dernier avait rompu un accord entre eux et informé Édouard Ier des intentions royales de Robert Bruce. Cet accord stipulait que l’un des deux prétendants renoncerait au Trône mais obtiendrait des terres en soutenant l’autre prétendant. John Comyn avait semble-t-il pensé obtenir les terres et la couronne en trahissant Robert Bruce. Un messager transportant des documents écrits par John Comyn et destinés à Édouard Ier fut capturé par des partisans de Robert Bruce, l’impliquant directement. Ce dernier rassembla alors les prélats écossais et les nobles qui le soutenaient toujours et se couronna Roi des Écossais à Scone. Il débuta ensuite une nouvelle campagne pour libérer son royaume. Après une défaite militaire, il fut expulsé de l’Écosse britannique en hors-la-loi. Alors qu’il se cachait dans une grotte et qu’il réfléchissait à l’abandon de sa cause, Robert Bruce aurait, selon la légende, regardé une petite araignée tentant de tisser un fil au travers d’un vide trop large. Alors qu’il regardait, l’araignée persévérait et il pensa qu’elle était stupide. Soudain, l’araignée réussit à rejoindre l’autre côté. Robert Bruce considéra cela comme un présage et le signe qu’il devait lui aussi persévérer en dépit des circonstances. Il cessa de se cacher en 1307 et, rejoint par un nombre croissant d'Écossais, il défit les Anglais dans plusieurs batailles. Le nombre de ses troupes continua à croître, notamment à la suite de la mort d’Édouard Ier en juillet 1307. Enfin, en 1314 la victoire écrasante des troupes de Robert Bruce lors de la bataille de Bannockburn assura l'indépendance de l'Écosse.

### De Bannockburn à Édimbourg-Northampton: 1314-1328
En 1320, la déclaration d’Arbroath fut envoyée par un groupe de nobles écossais au pape afin de lui signifier l’indépendance de l’Écosse par rapport à l’Angleterre. Deux déclarations similaires furent également envoyées par le clergé et Robert Ier. En 1327, Édouard II d’Angleterre fut détrôné et tué. L’invasion du nord de l’Angleterre par Robert Ier força le successeur d’Édouard II, Édouard III, à signer le traité d’Édimbourg-Northampton le 1er mai 1328, reconnaissant de jure l’indépendance de l’Écosse et de son roi Robert Bruce. Afin de sceller plus encore cette paix, le fils et héritier de Robert Ier, David, se maria avec la sœur d’Édouard III.

## Seconde guerre d’indépendance: 1332-1357
Après la mort de Robert Bruce, le roi David II était trop jeune pour pouvoir régner et Thomas Randolf, 1er comte de Moray devint Gardien. Cependant, Édouard III, bien qu’il ait signé le traité d’Édimbourg-Northampton, était déterminé à laver l’humiliation que les Écossais lui avaient fait subir. Pour parvenir à ses fins, il pouvait compter sur le soutien d’Édouard Balliol, le fils de Jean Balliol et prétendant au trône d’Écosse.
Édouard III avait également le soutien d’un certain nombre de nobles écossais, menés par Édouard Balliol et Henry Beaumont, connus aussi sous le nom des « déshérités » (the Disinherited). Ces personnes avaient déjà soutenu les Anglais durant la Première Guerre d’indépendance et, après la bataille de Bannockburn, Robert Bruce les avait privés de leurs titres et de leurs terres pour les donner à ses alliés. Quand la paix fut rétablie, ils ne reçurent aucune indemnisation. Ces déshérités voulaient retrouver leurs possessions et deviendront ceux qui briseront la paix.
Le comte de Moray mourut le 20 juillet 1332. La noblesse écossaise se réunit à Perth où elle élit Donald II, 8e comte de Mar au poste de Gardien. Pendant ce temps, un petit groupe dirigé par Édouard Balliol prit la mer depuis la rivière Humber. Composés des nobles déshérités et de mercenaires, ils n’étaient en toute vraisemblance pas plus de quelques centaines.
Édouard III était toujours officiellement en paix avec David II et ses tractations avec Balliol étaient donc volontairement discrètes. Il savait ce qu’il se passait et Balliol rendit probablement hommage en secret avant de partir, mais le plan de ce dernier était condamné à l’échec. Édouard lui refusa donc l’autorisation d’envahir l’Écosse en traversant la rivière Tweed ; le traité aurait été trop visiblement rompu. Il accepta de fermer les yeux sur une invasion maritime mais fut clair dans le fait qu’il les désavouerait et confisquerait toutes leurs terres en Angleterre si jamais ils échouaient.
Les déshérités débarquèrent à Kinghorn sur le Fife le 6 août. Les nouvelles de leur avancée les précédèrent et, alors qu’ils marchaient sur Perth, ils trouvèrent sur leur chemin une vaste armée, composée principalement d’infanterie, sous le commandement du nouveau Gardien.
Lors de la bataille de Dupplin Moor, l’armée d’Édouard Balliol, dirigée par Henry Beaumont, vainquit les forces écossaises, pourtant plus nombreuses. Beaumont utilisa les mêmes tactiques que les Anglais rendirent célèbres lors de la guerre de Cent Ans, avec des chevaliers à pied au centre et des archers sur les côtés. Pris sous une meurtrière pluie de flèches, la plupart des soldats écossais n’atteignirent pas la ligne ennemie. Quand le massacre fut finalement terminé, Donald II de Mar, Robert Bruce, un fils illégitime de Robert Ier, de nombreux nobles et environ 2 000 Écossais avaient péri. Édouard Balliol se couronna alors roi des Écossais, d’abord à Perth, puis à l’abbaye de Scone en septembre. Le succès de ce dernier surprit Édouard III qui décida d’aller en direction du nord accompagné de son armée, craignant que l’invasion de Balliol ne se transforme en invasion de l’Angleterre par l’Écosse.
En octobre de la même année, Archibald Douglas, récemment promu Gardien de l'Écosse, conclut une trêve avec Édouard Balliol afin de laisser le Parlement écossais se rassembler et décider qui serait le roi. Édouard Balliol démantela alors le gros de ses troupes anglaises et alla à Annan, sur la côte nord du Solway Firth. Il rédigea deux lettres publiques, dans lesquelles il affirme qu’avec l’aide de l’Angleterre, il a revendiqué une nouvelle fois son royaume, et que l’Écosse a toujours été un fief de l’Angleterre. Il promit également des terres pour Édouard III le long de la frontière, incluant Berwick-upon-Tweed, et qu’il le servirait pour le restant de sa vie. Cependant, en décembre, il fut attaqué par Archibald Douglas à Annan dans les premières heures de la journée. La plupart de ses hommes furent tués, mais il réussit à s’échapper et fuit à cheval, à demi-vêtu, vers Carlisle.
En avril 1333, Édouard III et Édouard Balliol établissent le siège de Berwick avec une forte armée anglaise. Archibald Douglas tenta de délivrer la ville en juillet, mais son armée fut vaincue et lui tué à la bataille de Halidon Hill. David II et sa reine furent envoyés en sécurité dans le château de Dumbarton, pendant que Berwick se rendit et fut annexée par l’Angleterre. À ce moment, la majeure partie du territoire écossais était sous occupation anglaise, et huit comtés des Lowlands cédés à l’Angleterre par Édouard Balliol.
Au début de l’année 1334, le roi de France Philippe VI proposa à David II l’asile pour lui et sa cour, et en mai ce dernier arriva à France, en constituant sa cour en exil à Château-Gaillard en Normandie. Philippe VI décida également de l’inclure dans les négociations de paix qui avaient cours alors — la France et l’Angleterre étaient impliqués dans des conflits qui mèneront à la guerre de Cent Ans.
En l’absence de David II, plusieurs Gardiens continuèrent la lutte. En novembre, Édouard III tenta une nouvelle invasion mais n’obtint que peu de résultats concluants et cessa ses assauts en février 1335, en raison du mauvais temps. Avec Édouard Balliol, il revint une nouvelle fois en juillet, menant une armée forte de 13 000 hommes, et avança au cœur de l’Écosse, d’abord à Glasgow, puis à Perth, où il s’installa pendant que son armée pillait et détruisait la campagne alentour. À cette époque, les Écossais suivaient un plan selon lequel ils devaient éviter les batailles rangées et évacuer autant que possible les habitants des Lowlands pour les réfugier dans les collines, plus sûres. Quelques chefs écossais, notamment David III Strathbogie, le Comte d'Atholl et Robert, le neveu de Robert Ier d’Écosse, se soumirent toutefois à Édouard III à Perth.
Une fois qu’Édouard III fut retourné en Angleterre, les derniers chefs de la résistance écossaise choisirent Andrew Murray de Bothwell comme Gardien. Il négocia rapidement une trêve avec Édouard jusqu’en 1336 pendant laquelle de nombreux émissaires français et papaux essayèrent de faire signer une paix entre les deux royaumes. En janvier, les Écossais proposèrent une ébauche de traité dans lequel ils acceptaient de reconnaître Édouard Balliol, âgé et sans enfant, comme roi si David II était son successeur et que ce dernier quittait la France pour vivre en Angleterre. Cependant, David II refusa cette proposition et les prochaines trêves. En mai, une armée anglaise menée par Henry de Grosmont, envahit l’Écosse, suivie par une autre armée sous le commandement du roi Édouard III. Ensemble, elles ravagèrent une large part du nord-est de l’Écosse, saccageant Elgin et Aberdeen, pendant qu’une troisième armée faisait de même dans le sud-ouest et dans la vallée de la rivière Clyde. Poussé par cette invasion, Philippe VI de France fit savoir qu’il ferait tout son possible pour aider les Écossais, et qu’une large flotte ainsi qu’une grande armée étaient prêtes à envahir aussi bien l’Angleterre que l’Écosse. Édouard III avorta rapidement son invasion ; les Écossais, sous le commandement d’Andrew Murray, capturèrent et détruisirent alors les forteresses anglaises, et ravagèrent la campagne anglaise, la rendant inhabitable pour les Anglais.
Bien qu’Édouard III ait tenté une nouvelle invasion de l’Écosse, il craignait de plus en plus une éventuelle attaque française et, vers la fin de l’année 1336, les Écossais avaient repris le contrôle. À partir de 1338, alors qu’Agnès Dunbar, comtesse de Dunbar et March, continuait à résister aux Anglais assiégeant le château de Dunbar, l’Écosse connut un temps de paix, Édouard III ayant revendiqué le trône de France et mené son armée en Flandres, débutant ainsi la Guerre de Cent Ans.
Ainsi, en seulement neuf ans, le royaume si durement créé par Robert Bruce fut détruit. De nombreux nobles étaient morts et l’économie, qui avait à peine commencé à se remettre des guerres précédentes, était une fois de plus réduite à néant. Ce fut un pays paupérisé et ayant besoin de paix et d’une bonne gouvernance que David II retrouva en juin 1341.
Quand il revint, celui-ci était déterminé à se montrer digne de son illustre père. Il ignora les trêves avec l’Angleterre et voulut aider son allié Philippe VI pendant les premières années de la Guerre de Cent Ans. En 1341, il mena un raid en Angleterre, forçant ainsi Édouard III à amener une armée pour renforcer sa frontière nord. En 1346, après plusieurs autres raids écossais, Philippe VI appela à une invasion de l’Angleterre afin qu’il puisse enlever le verrou anglais sur Calais. David accepta avec joie et dirigea personnellement une armée de 12 000 hommes vers le sud avec l’intention de capturer Durham. Il rencontra une armée anglaise de 5 000 hommes, remontant depuis le Yorkshire, contre laquelle il fut vaincu à la bataille de Neville’s Cross. Son armée compta de nombreuses pertes et lui-même fut blessé deux fois par des flèches au visage avant d’être capturé. Après une période de convalescence, il fut emprisonné dans la Tour de Londres pendant onze ans, durée pendant laquelle l’Écosse fut dirigée par son neveu Robert Stewart. Édouard Balliol revint en Écosse peu après avec une petite force, dans une ultime tentative de regagner l’Écosse. Il ne réussit toutefois à contrôler qu’une partie du Galloway, son pouvoir diminuant jusqu’en 1355. Il retira sa prétention au trône en janvier 1356 et mourut sans enfant en 1367.
Finalement, le 3 octobre 1357, David II fut relâché en application du traité de Berwick, selon lequel les Écossais acceptaient de payer l’énorme rançon de quelque 100 000 merks pour sa libération, payable en dix ans. Une lourde taxation fut instaurée pour trouver les fonds nécessaires au paiement de la somme qui aurait dû être payée annuellement, mais David II s’aliéna le reste de la population en utilisant l’argent pour ses intérêts propres. Le pays était alors en triste état, la peste noire l’ayant également frappé la décennie d’avant. La première annuité fut payée en temps, la seconde en retard et plus aucune n’a pu être payée par la suite.
En 1363, David II se rendit à Londres et accepta que s’il devait mourir sans enfant, la couronne irait à Édouard, son beau-frère ou à l’un de ses fils, la pierre du destin reviendrait pour son couronnement. Les Écossais rejetèrent cet accord, proposèrent de continuer à payer la rançon, qui avait été alors augmentée à 100 000 livres, et menacèrent de déposer David II. Une trêve de vingt-cinq ans fut négociée et, en 1369, le traité de 1365 fut abrogé pour un nouveau, plus favorable pour l’Écosse en raison de l’influence de la guerre avec la France. Les nouveaux termes virent les 44 000 merks déjà payés déduits de la somme originale de 100 000, le complément devant être payé par annuités de 4 000 merks pendant les quatorze années suivantes.
Quand Édouard III mourut en 1377, il restait encore 24 000 merks dus ; ils ne furent jamais payés. David II avait perdu sa popularité et le respect de ses nobles après s'être marié avec la veuve d’un petit seigneur à la mort de sa femme anglaise. Il mourut en février 1371.

### Principales batailles et évènements
| - Prise de Berwick, 1296 - Bataille de Dunbar, 1296 - Révolte de Lanark, 1297 - Raid de Scone, 1297 - Bataille du pont de Stirling, 1297 - Bataille de Falkirk, 1298 - Bataille de Roslin, 1303 - Bataille de Happrew, 1304 - Siège du château de Stirling, 1304 - Bataille d'Earnside, 1304 - Bataille de Methven, 1306 - Bataille de Dalrigh, 1306 - Bataille de Loch Ryan, 1307 - Bataille de Turnberry, 1307 - Bataille de Glen Trool, 1307 - Bataille de Loudoun Hill, 1307 | - Bataille de Slioch, 1307 - Bataille d'Inverurie, 1308 - Bataille de la rivière Dee, 1308 - Bataille de la passe de Brander, 1308 - Siège du château de Roxburgh, 1314 - Bataille de Bannockburn, 1314 - Campagne d'Édouard Bruce en Irlande, 1315-1318 - Bataille de Moiry Pass, 1315 - Bataille de Connor, 1315 - Siège de Carlisle, 1315 - Bataille de Kells, 1315 - Bataille de Skaithmuir, 1316 - Bataille de Skerries, 1316 - Bataille de Faughart, 1318 - Prise de Berwick, 1318 - Bataille de Myton, 1319 | - Déclaration d'Arbroath, 1320 - Bataille de Boroughbridge, 1322 - Bataille d'Old Byland, 1322 - Traité de Corbeil, 1326 - Campagne de Weardale, 1327 - Traité d'Édimbourg-Northampton, 1328 - Bataille de Wester Kinghorn, 1332 - Bataille de Dupplin Moor, 1332 - Bataille d'Annan, 1332 - Bataille de Dornock, 1333 - Bataille de Halidon Hill, 1333 - Bataille de Boroughmuir, 1335 - Bataille de Culblean, 1335 - Bataille de Neville's Cross, 1346 - Bataille de Nesbit Moor, 1355 - Traité de Berwick, 1357 |

### Personnages importants
| Écosse - Jean d'Écosse (Jean Balliol) - William Wallace - Andrew de Moray - John de Soules — Gardien (1301–1304) - John Comyn le Jeune — Gardien (1298–1301, 1304) - Robert Ier - William Lamberton — Évêque de Saint-Andrews (1297–1328) - Robert Wishart — Évêque de Glasgow (1273–1316) - Édouard Bruce - Walter Stuart - David II - James Douglas "the Black" - Agnes Dunbar - Bernard de Linton — Chancelier (1308–1328) - Donald, 8e comte de Mar — Gardien (1332) - Thomas Randolph — Gardien (1329–1332) - Archibald Douglas — Gardien (1332–1333) - Sir Andrew Murray — Gardien (1332, 1335–1338) - Robert Stewart — Lieutenant (1346–1357) | Angleterre - Édouard Ier - Édouard II - Édouard III - Édouard Balliol - Henri de Beaumont - Humphrey de Bohun, 4e comte d'Hereford - Jean de Bretagne - Henri de Grosmont - David of Strathbogie (10e comte d'Atholl) - David of Strathbogie (11e comte d'Atholl) - Gilbert de Umfraville - Aymar de Valence - John de Warenne, 6e comte de Surrey Autres personnages importants - Philippe IV de France - Philippe VI de France - Jean XXII |

## Dans la culture populaire
- Braveheart raconte de manière romancée la vie de William Wallace, héros et symbole de l'indépendance écossaise, qui à la fin du XIIIe siècle, affronta, à la tête des clans écossais unis, les troupes du roi Édouard Ier d'Angleterre qui tentait d'envahir l'Écosse.
- Outlaw King : Le Roi hors-la-loi raconte de manière romancée la révolte de Robert le Bruce contre l'armée anglaise.

## Sources
- G. W. S. Barrow, Kingship and unity : Scotland, 1000-1306, Edinburgh, Edinburgh University Press, coll. « New History of Scotland » (no 2), 1989, 185 p. (ISBN 978-0-748-60104-2).
- (en) Michael Brown, The wars of Scotland, 1214-1371, Edinburgh, Edinburgh University Press, coll. « New Edinburgh history of Scotland » (no 4), 2004, 379 p. (ISBN 978-0-748-61238-3).
- (en) Geoffrey W S Barrow, Robert Bruce and the community of the realm of Scotland, Edinburgh, Edinburgh University Press, 2005, 4e éd., 531 p. (ISBN 978-0-748-62022-7), p. 531.
- (en) Stephen I. Boardman, The early Stewart kings : Robert II and Robert III, 1371-1406, Edinburgh, John Donald, coll. « Stewart dynasty in Scotland », 2007, 348 p. (ISBN 978-1-904-60768-7).
- (en) Gordon Donaldson, Scottish historical documents, Edinburgh,London, Scottish Academic PressDistributed by Chatto & Windus, 1970, 287 p. (ISBN 978-0-701-11604-0).
- (en) John L. Roberts, Lost kingdoms : Celtic Scotland and the Middle Ages, Edinburgh, Edinburgh University Press, 1997, 230 p. (ISBN 978-0-748-60910-9).
- (en) Stephen Boardman (dir.) et Alasdair Ross (dir.), The exercise of power in medieval Scotland, c. 1200-1500, Dublin, Four Courts, 2003, 240 p. (ISBN 978-1-851-82749-7).
- John Prebble, The lion in the North : a personal view of Scotland's history, Harmondsworth, Penguin, coll. « History », 1973, 363 p. (ISBN 978-0-140-05645-7).
- Cyril Blanchard, « La Common Army ou le déclin du roi de pique », dans La Revue d'Histoire Militaire, Les Lilas, La Revue d'Histoire Militaire, 2018 (lire en ligne).